# Jonathan Jeanne
Pour les articles homonymes, voir Jonathan et Jeanne.
Jonathan Jeanne, né le 3 juillet 1997 aux Abymes, Guadeloupe, est un joueur français de basket-ball qui évolue au poste d'ailier fort ou de pivot.
Diagnostiqué à tort d'une maladie génétique, le syndrome de Marfan, il ne peut jouer en France de 2017 à 2021.

## Biographie
Après avoir commencé par le football, l’athlétisme et la natation, Jonathan Jeanne change de sport pour le basket-ball en Guadeloupe en 2010 à l'âge de treize ans. Il intègre le CREPS de Guadeloupe.
En 2012, il part au Centre fédéral. Il joue avec l'effectif de Nationale 1 à partir de la saison 2013-2014. Durant la saison 2014-2015, il a des moyennes de 9,6 points, 5,2 rebonds et 1,4 rebond en 24,5 minutes par match. À la fin de la saison, il quitte l'INSEP.
Le 4 mai 2015, il choisit de rejoindre Le Mans. Il est élu "Talents du Parisien". Il s'entraîne toute la semaine avec le groupe professionnel en plus de participer à deux séances avec les espoirs par semaine. Le 18 septembre 2015, en préambule de la demi-finale de l'Eurobasket 2015, il participe au FIBA U18 All-Star Game. Il termine cette rencontre avec 4 points à 0 sur 3 aux tirs (4 sur 4 aux lancers-francs), 6 rebonds et 3 balles perdues en 17 minutes.
Le 27 avril 2016, il annonce qu'il ne s'inscrit pas à la draft 2016 de la NBA. Le 19 août 2016, il signe son premier contrat professionnel en prolongeant avec Le Mans jusqu'en 2019. Il est nommé MVP de la 2e journée du championnat espoirs après son match du 1er octobre 2016 contre Pau-Lacq Orthez qu'il termine avec 19 points à 8/17 aux tirs, 17 rebonds et 7 contres pour 28 d'évaluation en 35 minutes,.
Jonathan Jeanne joue très peu en Pro A au début de la saison 2016-2017 car l'effectif du Mans est riche en joueurs intérieurs. En décembre 2016, Le Mans décide de le prêter au SLUC Nancy jusqu'à la fin de la saison.
En juin 2017, il doit renoncer à être choisi la draft 2017 de la NBA après la détection chez lui d'un syndrome de Marfan,. Le 3 novembre 2017, il est déclaré inapte à la pratique du sport professionnel. Le 19 juin 2018, il est autorisé à reprendre le sport professionnel, comme Isaiah Austin victime du même syndrome, mais reste interdit de jouer aux États-Unis et en France.
Le 20 juillet 2018, il signe en seconde division espagnole à l'Iberojet Palma (en). Son contrat est rompu en décembre 2018 par Palma mais en janvier 2019, Jeanne retrouve un nouveau club en LEB Oro : le CB Prat.
En août 2019, Jonathan Jeanne rejoint le Randers Cimbria, club de première division danoise. Il réussit une bonne saison et termine à la deuxième place pour l'obtention de la récompense de MVP. Jeanne reste à Randers la saison suivante.
En juillet 2021, il s'engage avec le club émirati d'Al-Wasl (en), qu'il quitte en septembre,.
En novembre 2021, Jonathan Jeanne repasse une série d'examens médicaux qui montrent qu'il n'est en réalité pas atteint du syndrome de Marfan. Il s'engage en Nationale 1, au Tarbes-Lourdes en 2021-2022 (9,7 points et 4 rebonds par match) puis au Poitiers Basket 86 en juin 2022,, avec lequel il joue en Pro B la saison suivante.
En mars 2025, Jonathan Jeanne signe un contrat avec Le Mans Sarthe Basket : il rejoint le club à partir de la saison 2025-2026 jusqu'en 2028.

## Équipe de France
Durant l'été 2013, Jonathan Jeanne participe au championnat d'Europe des 16 ans et moins où il participe à quatre rencontres sur neuf pour 3,8 minutes par match.
En juillet 2015, il participe au championnat d'Europe des 18 ans et moins. Il s'incline en quart de finale contre la Grèce. Lors des matchs de classement, la France s'impose contre l'Allemagne avant de s'incliner contre la Serbie pour le match de la 5e place et termine à la 6e place de la compétition. Durant la compétition, il a des moyennes de 8,6 points, 6,7 rebonds et 1,9 contre par match.
Le 12 mai 2016, il fait partie des 20 joueurs pré-sélectionnés par Jean-Aimé Toupane pour participer au championnat d'Europe des 20 ans et moins à Helsinki du 16 au 24 juillet 2016. Mais le 1er juin 2016, après les tests médicaux, il quitte le groupe.

## Palmarès
- 5e au championnat d'Europe des 16 ans et moins en 2013
- 6e au championnat d'Europe des 18 ans et moins en 2015